# По главной улице с оркестром
«По главной улице с оркестром» — советский художественный фильм 1986 года режиссёра Петра Тодоровского. Снят на киностудии «Мосфильм» (Второе творческое объединение).

## Сюжет
Пятидесятилетний преподаватель сопромата Василий Муравин переживает кризис, когда место заведующего кафедрой достаётся не ему, а более прагматичному, но ограниченному Валентину Романовскому. Дома жена Лида, зарабатывающая больше мужа, привычно упрекает его в нерешительности. Муравину трудно смириться с устоявшимся к себе отношением, но тяжелее всего он переживает, когда жена пренебрежительно отзывается о главном его увлечении — игре на гитаре. В один прекрасный момент Муравин уходит из семьи и увольняется с работы.
Дочь Ксюша обнаруживает отца играющим для публики на Речном вокзале. Начинается новый этап их общения, на котором они узнают друг о друге то, чего не замечали при совместной жизни. Отец помогает Ксюше разобраться в ситуации с женатым врачом Игорем, от которого у неё должен быть ребёнок (позже выясняется, что беременность мнимая: девушка её выдумала, чтобы удержать возлюбленного возле себя), а Ксюша пытается научить отца практичности, видя, как аранжировщик Константин Михайлович присваивает его мелодии. Муравину же важно лишь то, что эти мелодии существуют, а он не зависит от критических замечаний членов худсовета.

## В ролях
- Олег Борисов — Василий Павлович Муравин, преподаватель сопромата, музыкант-любитель
- Лидия Федосеева-Шукшина — Лидия Ивановна Муравина, хирург, жена Муравина
- Марина Зудина — Ксюша, дочь Муравиных
- Валентин Гафт — Константин Михайлович Виноградов, музыкальный аранжировщик
- Игорь Костолевский — Игорь, врач, возлюбленный Ксюши
- Валентина Теличкина — Женя, жена Игоря
- Олег Меньшиков — Федя Корольков (Ф. С.), студент политеха
- Людмила Максакова — Алла Максимовна, коллега Муравина
- Александр Лазарев — Валентин Романовский, заведующий кафедрой
- Светлана Немоляева — Романовская
- Александр Кузьмичёв — Бялый
- Сергей Жигунов — лейтенант милиции, дежурный по вокзалу
- Татьяна Агафонова — Луиза, продавщица из Центрального универмага
- Татьяна Рудина — Надя, подруга Луизы

## Съёмочная группа
- Авторы сценария:
  - Александр Буравский
  - Пётр Тодоровский
- Режиссёр-постановщик: Пётр Тодоровский
- Оператор-постановщик: Валерий Шувалов
- Художник-постановщик: Валентин Коновалов
- Композитор: Пётр Тодоровский
- Песни на стихи Григория Поженяна

Два персонажа фильма носят имена своих исполнителей (Лида — Лидия Федосеева-Шукшина, Игорь — Игорь Костолевский), а один — фамилию (милиционер Жигунов — Сергей Жигунов)

### Песни в фильме
- «В белом сне»
- «Колыбельная»
- «И всё-таки мы победили»